# Aeroportul Sigiriya
Aeroportul Sigiriya (IATA: GIU, ICAO: VCCS) este un aeroport din Sigiriya, Matale District⁠(d), Central Province⁠(d), Sri Lanka ce deservește zona Dambulla⁠(d). A fost deschis în 1942.
Situat la o altitudine de 192 m, aeroportul dispune de o singură pistă. Este operat de Sri Lanka Air Force⁠(d).